# Bartolomé Bermejo

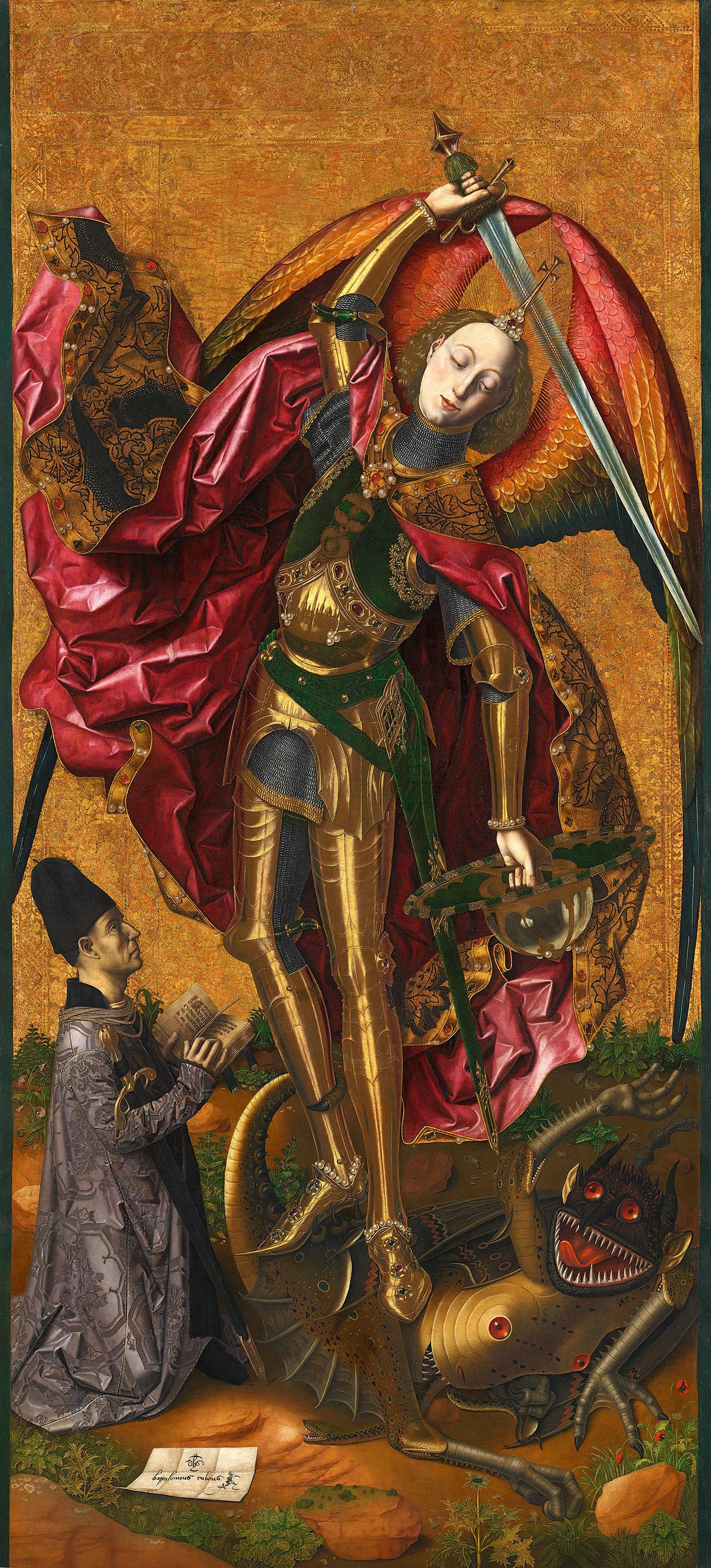
San Miguel triunfante sobre el demonio con el donante Antoni Joan, 1468. Firmado: «Ihs / bartholomeus rubeus». Óleo sobre tabla. 179,7 x 81,9 cm, Londres, The National Gallery.

Bartolomé de Cárdenas, alias Bartolomé Bermejo (Córdoba, hacia 1440-Barcelona, hacia 1501) fue un pintor gótico español con actividad documentada entre 1468 y 1501 en tierras de la Corona de Aragón. 

## Biografía
De la vida de Bartolomé Bermejo, uno de los más destacados pintores del estilo hispano-flamenco, se tienen escasos datos y persisten importantes lagunas. Artista itinerante, lo que se ha atribuido a su posible origen judeoconverso o, desde una visión romántica del genio, al carácter indómito del artista, aunque en realidad en nada se diferenciase del comportamiento de otros muchos artistas de su tiempo como Lluís Dalmau o Pedro Berruguete, igualmente viajeros, está documentada su residencia en Valencia, Daroca, Zaragoza y Barcelona. Se tiene constancia de su nacimiento en Córdoba por la inscripción conmemorativa que figura en la franja inferior del marco de La Piedad del canónigo Desplà de la catedral de Barcelona, fechada en 1490, inscripción en la que se lee:

OPUS. BARTHOLOMEI. VERMEIO. CORDUBENSIS. IMPENSA. LODOVICI. DE. SPLA. BARCINONENSIS. ARCHIDIACONI. ABSOLUTUM. XXIII. APRILIS. ANNO. SALUTIS. CHRISTIANAE MCCCCLXXXX.

### Valencia
El primer documento conocido de su actividad está fechado el 5 de febrero de 1468, en Játiva. Se trata del contrato para la pintura de un retablo dedicado al arcángel san Miguel encargado por Antoni Joan, caballero setabense y señor de Tous, en el que Bartholomeus Cardenes, pintor, firma como ciudadano de Valencia —civis civitatis Valencie—.
Conservado en la National Gallery de Londres desde 1995, adquirido a los descendientes de Julius Wernher, magnate de los diamantes, que compró la tabla a finales del siglo XIX, todavía en 1886 se encontraba en la iglesia parroquial de Tous dedicada al arcángel, donde el cuadro se citaba en el inventario con la indicación de encontrarse «muy deteriorado» y ser «de algún valor». Si formó parte, como se ha dicho, del retablo mayor de la iglesia, no se ha localizado ninguna otra pintura de esa procedencia y que pueda relacionarse con Bermejo. Llena la tabla la esbelta figura de san Miguel, armado con rica coraza y capa de color carmesí por su interior y brocados dorados exteriormente, en pie sobre un dragón con reflejos metálicos y llamativos ojos rojos, al que se dispone a golpear con la espada que blande sobre su cabeza. A su derecha, de rodillas y de menor tamaño, aparece el donante, el citado Antoni Joan, con un salterio en las manos, en el que se pueden leer las primeras palabras de los salmos 51 y 130, interrumpida la lectura y elevado el rostro para mirar al arcángel. Con un estilo ya plenamente formado, Bermejo revela en esta obra un perfecto manejo del óleo, comparable al de artistas flamencos como Jan van Eyck o Rogier van der Weyden, a quienes se aproxima también en el detallismo y precisión con los que pinta meticulosamente la vegetación o la coraza del arcángel, en la que se refleja una ciudad torreada que se ha interpretado como la Jerusalén celeste; por el contrario, el fondo dorado corresponde mejor con la tradición de la pintura hispánica del siglo anterior, modelando así el estilo personal del artista, que es resultado de la combinación de las tradiciones artesanales españolas y el ars nova de los pintores flamencos.

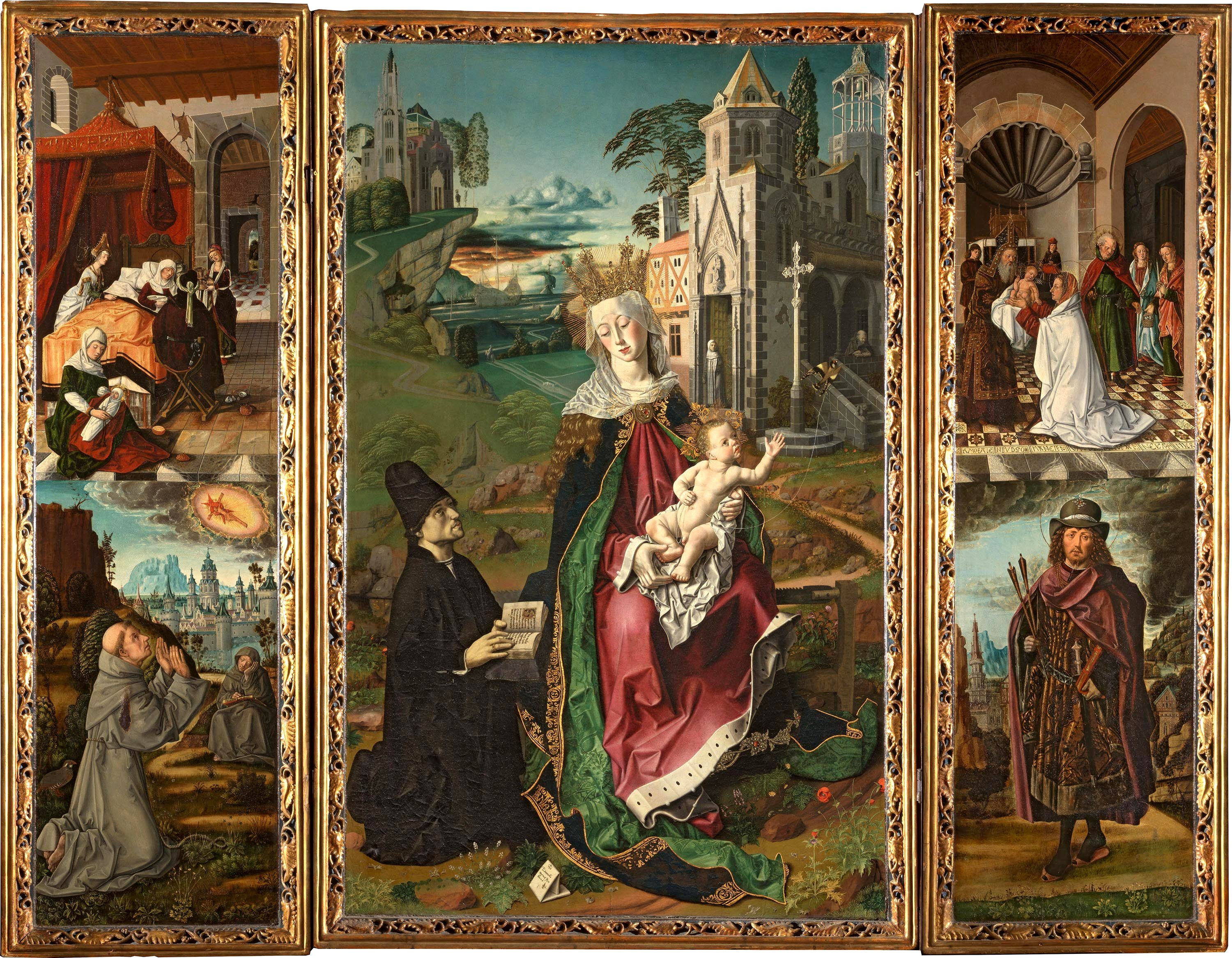
Tríptico de la Virgen de Montserrat. Tabla central, Virgen de Montserrat, óleo sobre tabla de roble, 156,5 x 100,3 cm, firmada en un papel abajo a la izquierda: «ihs / Bartolo / meus Ru / beus». Tablas laterales obra probable del taller de Rodrigo de Osona: Nacimiento de la Virgen, La estigmatización de san Francisco, Presentación de Jesús en el Templo y San Julián. Con las puertas cerradas, Anunciación. Acqui Terme (Alessandria), catedral de Nostra Signora Assunta, Aula Capitolare.

La figura del donante genuflexo y la firma «ihs / Bartolo / meus Ru / beus» en un pliego de papel doblado se repiten de forma muy semejante en el Tríptico de la Virgen de Montserrat de la catedral de Acqui Terme, encargo de Francesco della Chiesa, un mercader piamontés establecido en Valencia al menos desde enero de 1468. Como mercader se mantuvo en contacto con Acqui Terme, su localidad natal, y hubo de realizar viajes por mar a los puertos de Génova y Savona, lo que podría explicar la elección de la dedicación a la Virgen de Montserrat del tríptico, en tanto se trataba de una de las advocaciones marianas invocadas por los marineros para solicitar su protección ante los peligros de la travesía.
En la tabla central, la Virgen con el Niño y el donante se sitúan en un amplio paisaje —que en nada recuerda al de la montaña de Montserrat y su  monasterio— con un elevado horizonte y el mar al fondo, en el que se divisan algunas carracas. La sierra, que permite identificar la advocación a la que se dedica la tabla, se convierte en el trono sobre el que se sienta la Virgen, esbelta y elegantemente vestida. El mismo detallismo flamenquizante reseñable en el San Miguel se observa en la cuidadosa reproducción de las flores y plantas esparcidas por el paisaje, entre las que se han reconocido caléndulas, crisantemos, salvias y alhelís. Solo esta tabla es de Bermejo, que por razones desconocidas dejó el tríptico inacabado, esbozados solo los dibujos de las puertas laterales cuya pintura sería concluida por Rodrigo de Osona y su taller. En ellas, con el tríptico abierto, se encuentran representados el Nacimiento de la Virgen y la Presentación de Jesús en el Templo, en el registro superior, y los santos Francisco de Asís y Julián, patronos de Francesco della Chiesa y su hermano Giuliano, en el inferior, con la Anunciación en grisallas en las puertas exteriores.

### Daroca

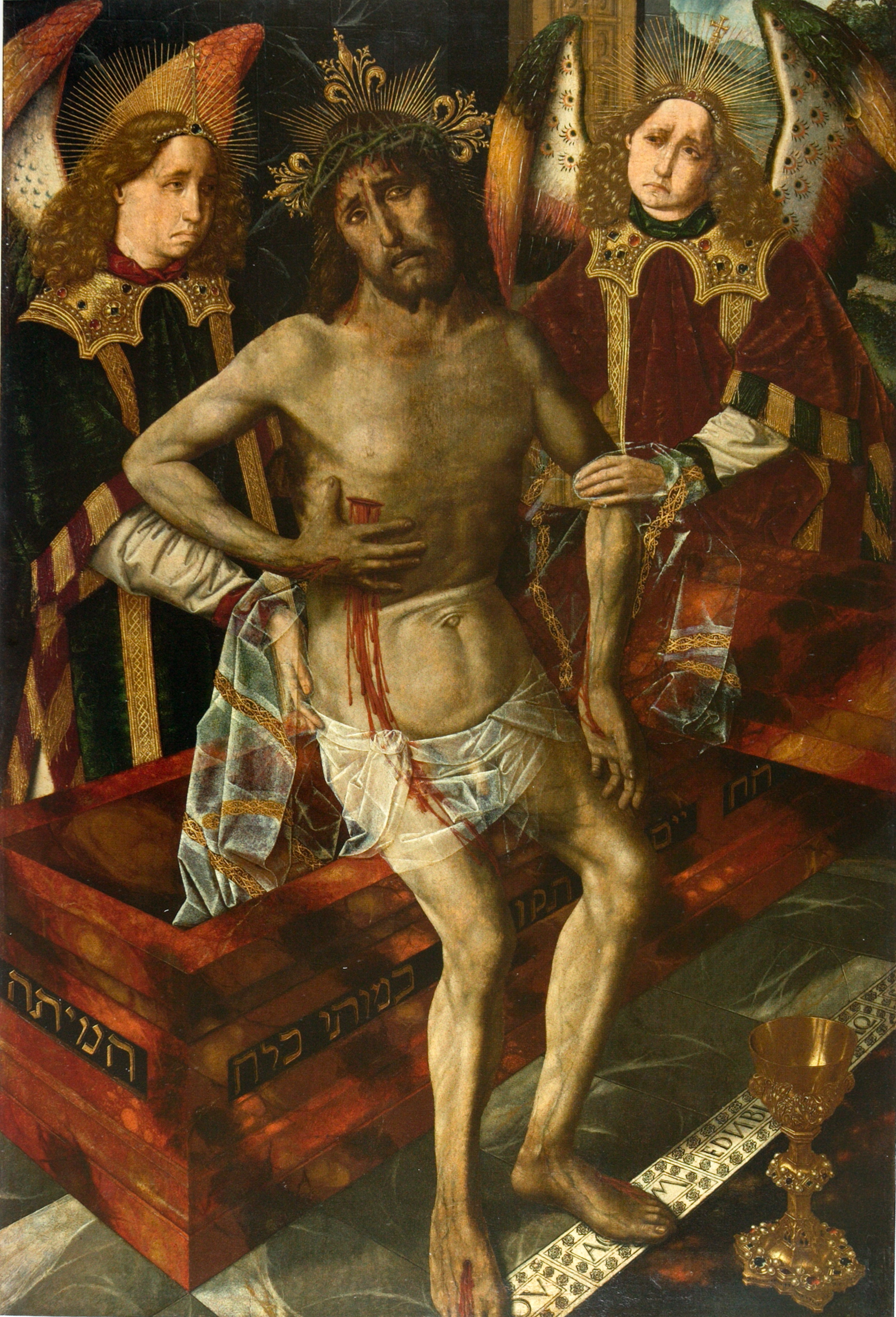
Cristo de la Piedad, óleo sobre tabla de cerezo, 94,8 x 61,9 cm. Peralada (Gerona), Castillo de Peralada.

Tras un paréntesis de varios años de los que no ha llegado documentación, en septiembre de 1474 contrató junto con Juan de Bonilla o Boniella la pintura de un retablo dedicado a santo Domingo de Silos para la iglesia de su titularidad en Daroca, localidad aragonesa en la que Bermejo tenía fijada su residencia como «habitator», es decir, sin haber adquirido la ciudadanía, lo que explicaría el acuerdo de sociedad con un pintor local de escasa significación artística. Ese vacío documental podría, no obstante, rellenarse con la ejecución de cierto número de pinturas que le vienen siendo atribuidas, algunas de ellas desde los estudios que dedicó al pintor Diego Angulo Íniguez en la década de 1930. Cabe mencionar, entre ellas, el San Juan Bautista en el desierto del Museo de Bellas Artes de Sevilla, con un paisaje que recuerda composiciones de Dirk Bouts, la Muerte y Asunción de la Virgen de Berlín, Staatliche Museen, en la que se han apuntado semejanzas con obras de igual asunto de Petrus Christus y Hugo van der Goes, a partir quizá de un grabado de Martin Schongauer, las cuatro tablas con escenas del Cristo Redentor que guarda el Museu Nacional d'Art de Catalunya (MNAC), tablas de una predela de procedencia discutida, y el retablo de santa Engracia, pintado para la capilla de la santa en la iglesia de San Pedro de Daroca, desmantelado y disperso entre la parroquia de Santa María de los Corporales de la misma ciudad y diversos museos.
También de estos años y posiblemente pintado ya en Daroca, aunque hay argumentos igualmente favorables a localizar su ejecución en Valencia, es el llamado Cristo de la Piedad del Castillo de Peralada. Cristo aparece sentado al borde del sepulcro con las heridas de la pasión, mostrando la llaga del costado de la que brota sangre abundante y sostenido por ángeles llorosos, con arreglo a una de las manifestaciones de la iconografía del Varón de dolores. Ante la figura de Cristo, sobre el enlosado marmóreo, el artista recrea un rico cáliz de pedrería, en alusión al sacrificio eucarístico, con extraordinario verismo merced al eficaz manejo del pincel y su dominio de la técnica del óleo. Además, decorando el sepulcro aparece una inscripción en escritura hebrea cuadrada, pero con un contendido de carácter estrictamente cristiano y soteriológico, pues presenta a Jesús, en conjunción con el cáliz, como el vencedor sobre la muerte, en expresión que se hace derivar de fuentes paulinas (Romanos 5, 6-8; I Corintios, 15) o agustinianas.
El dato, la utilización de caracteres hebreos, es interesante pues pone a Bermejo en relación con las comunidades judía, muy influyente en Daroca, y judeoconversa, de la que quizá él mismo formase parte. En abono de la tesis, Molina advierte bajo el transparente perizoma o paño de pudor que cubre la desnudez de Cristo, la huella de la circuncisión, conforme a una peculiar ostentatio genitalium que, además de destacar la condición verdaderamente humana de Cristo, enfatiza su origen hebreo.
La vinculación de Bermejo con la comunidad judeoconversa de Daroca queda, además, acreditada por su matrimonio con Gracia de Palaciano, a la que en un documento de 1481, por el que le otorgaba poder para vender cualquier bien que tuviese en Daroca de su primer matrimonio, se refiere como «muy amada muller mia», penitenciada en 1486 por la Inquisición por judaizante e ignorar el Credo, del que no sabía sino hasta «Patrem omnipotentem». También converso era Juan de Loperuelo, rico mercader de Daroca para el que Bermejo pintó una Piedad —o, con más propiedad, una Virgen de la Misericordia— puesta como modelo en el contrato para la pintura del retablo de Santo Domingo de Silos, procesado también entre 1486 y 1492 acusado de judaizar al menos desde 1475 y de apostasía, condenado a abjurar de levi y a una multa de 1500 sueldos en agosto de 1496.
En sentido contrario, en la Muerte de la Virgen de Berlín, en el pabellón del fondo, aparece una inscripción ilegible en letras pseudohebreas, y en la Resurrección de Barcelona, en la cubierta removida del sepulcro, solo dos letras aisladas —alef y shin— repetidas en sendos escudos, lo que —unido a los errores en la inscripción del Cristo de la Piedad— impide afirmar que Bermejo conociese el hebreo.
Cuando en septiembre de 1474 firmó en Daroca el contrato para la pintura del retablo de Santo Domingo de Silos, el pintor debía de llevar ya algún tiempo en la ciudad, aunque se ignora cuando llegó a ella. Esa seguridad proviene de lo estipulado en una de las cláusulas del propio contrato, por la que los parroquianos de santo Domingo encargados de fijar sus condiciones indicaban que el retablo debía pintarse «al olio de colores finos et de adzur, como la pieça de la Piedat de Johan de Loperuelo», y que el pintor debía comprometerse a pintarlo «en perfección de obra assí de colores como de testas et de encarnaciones, semejant, o mejor [que] la dicha pieca de la Pietat de Johan de Loperuelo». La escueta mención a una Piedad de Loperuelo —cuya mano debía servir también para determinar las medidas de los palmos— puede completarse con el compromiso al que llegó Bermejo en 1477, al renovarse el contrato, por el que se obligaba a pintarlo «de su propia mano [...] tan bien e tan acabadament como las taulas que ha fecho fazer Joan Loperuelo pora una capiella del monasterio de Sant Francisco de la ciudat de Daroca».

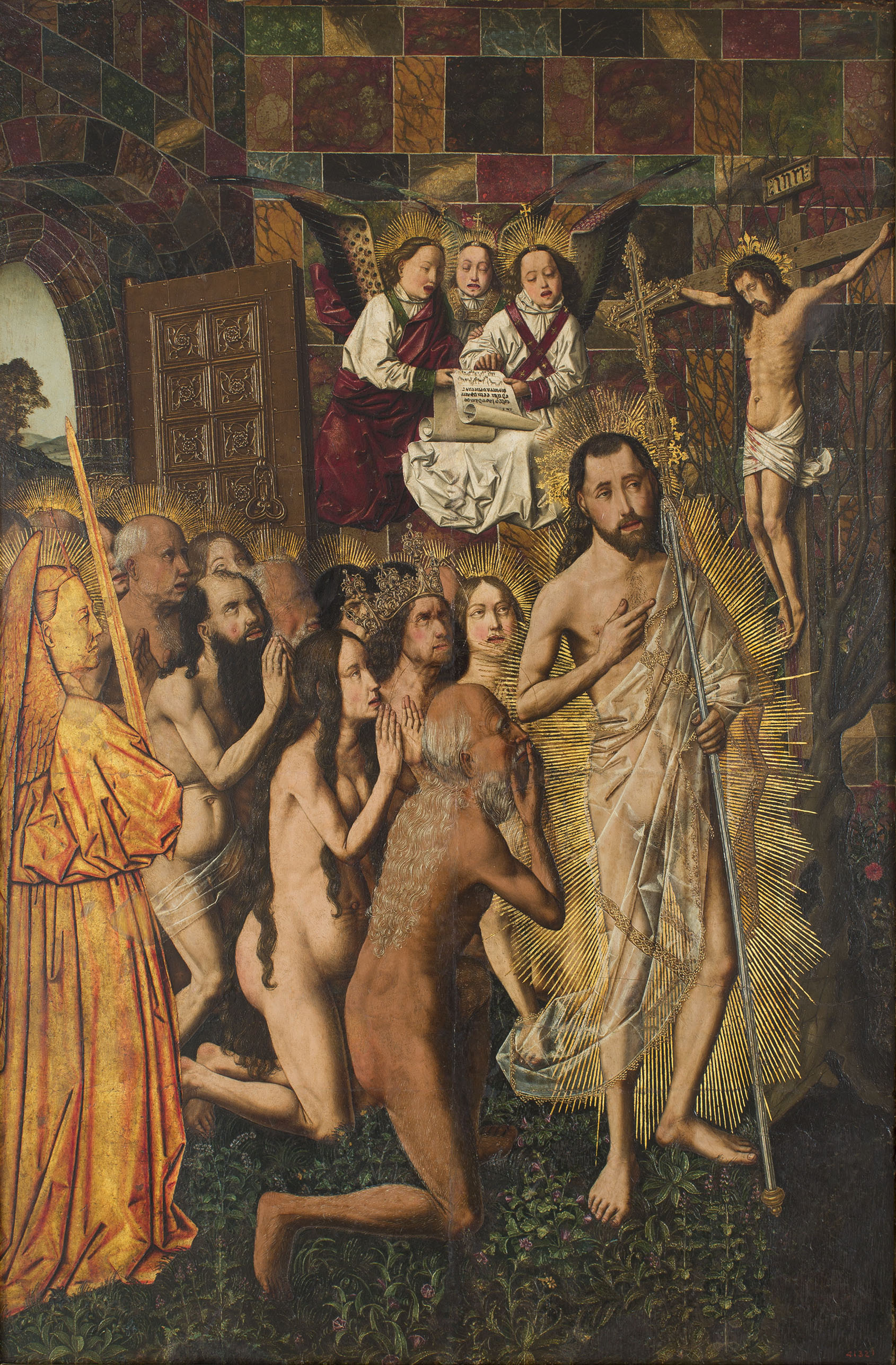
Entrada en el Paraíso y visión del Crucificado, óleo sobre tabla de conífera, 103,7 x 68,7 cm, Barcelona, Institut Amatller d'Art Hispanic, en depósito en el MNAC.

Otros documentos y testimonios de la época permiten concretar que el modelo propuesto era el del altar dedicado a la Virgen de la Misericordia o de Nuestra Señora de la Piedad, localizado en la capilla funeraria que Loperuelo tenía en el claustro del desaparecido convento franciscano de Daroca. Los intentos de identificar la tabla central del retablo con alguna de las obras conservadas del pintor han resultado baldíos, pero, dada la condición de judeoconverso de Loperuelo, no es descartable que de su predela procedan las cuatro tablas con escenas de Cristo Redentor del Institut Amatller y el MNAC de Barcelona, tanto por sus asuntos, compatibles con un espacio funerario y dependientes de textos de filiación franciscana, señaladamente de Francesc Eiximenis, cuanto por la insistencia con que en ellas se representa el rescate y la salvación de los patriarcas veterotestamentarios obrada con la muerte y resurrección de Cristo. Recurriendo a textos apócrifos y con una iconografía poco frecuente, y más infrecuente fuera de Valencia, el Descenso de Cristo al Limbo y el encuentro con Adán y Eva —todos ellos cubiertos con gasas transparentes— se completa con la más singular de las cuatro escenas: La entrada en el Paraíso y visión del Crucificado, o el Te Deum, por el himno que entonan los tres ángeles que sobrevuelan la escena, en la que el grupo de los patriarcas, ingresando en un edificio de paredes marmóreas encabezados por Jesús, se arrodilla ante la imagen del Crucificado que brota de las ramas de un árbol seco, que es el mismo Árbol de la Vida del Paraíso del que brota la Redención. Y los mismos patriarcas, ahora desnudos y arrodillados sobre nubes, reaparecen en dos grupos a los lados de Cristo en sus ascensión a los cielos, al haber entrado a formar parte de los elegidos, en la última de las cuatro escenas de la predela.
Otra hipótesis, avanzada por Ruiz i Quesada, el primero en advertir con Santiago Alcolea que las cuatro tablas habían formado parte de una misma predela, apunta a que las tablas pudiesen haber integrado el banco del retablo de Santo Domingo de Silos, una hipótesis que parece corroborar el estudio material de las tablas efectuado en el Área de Restauración y Conservación Preventiva del MNAC y la mención a los «cuerpos nudos» que en él había de pintar de su mano Bermejo, según el contrato firmado con los representantes de la iglesia de Santo Domingo de Daroca, de la que un hermano de Loperuelo, Mateo, era racionero.
El contrato para la pintura del retablo mayor de la iglesia de Santo Domingo de Silos no especificaba los asuntos que debían representarse en él, sino únicamente los del ático, con el Calvario, y el de la tabla principal, en la que debía pintarse «la imagen del senyor Santo Domingo como bispe, assentado en una cadira en pontifical [...] et con las siete virtudes aderredor de la cadira».

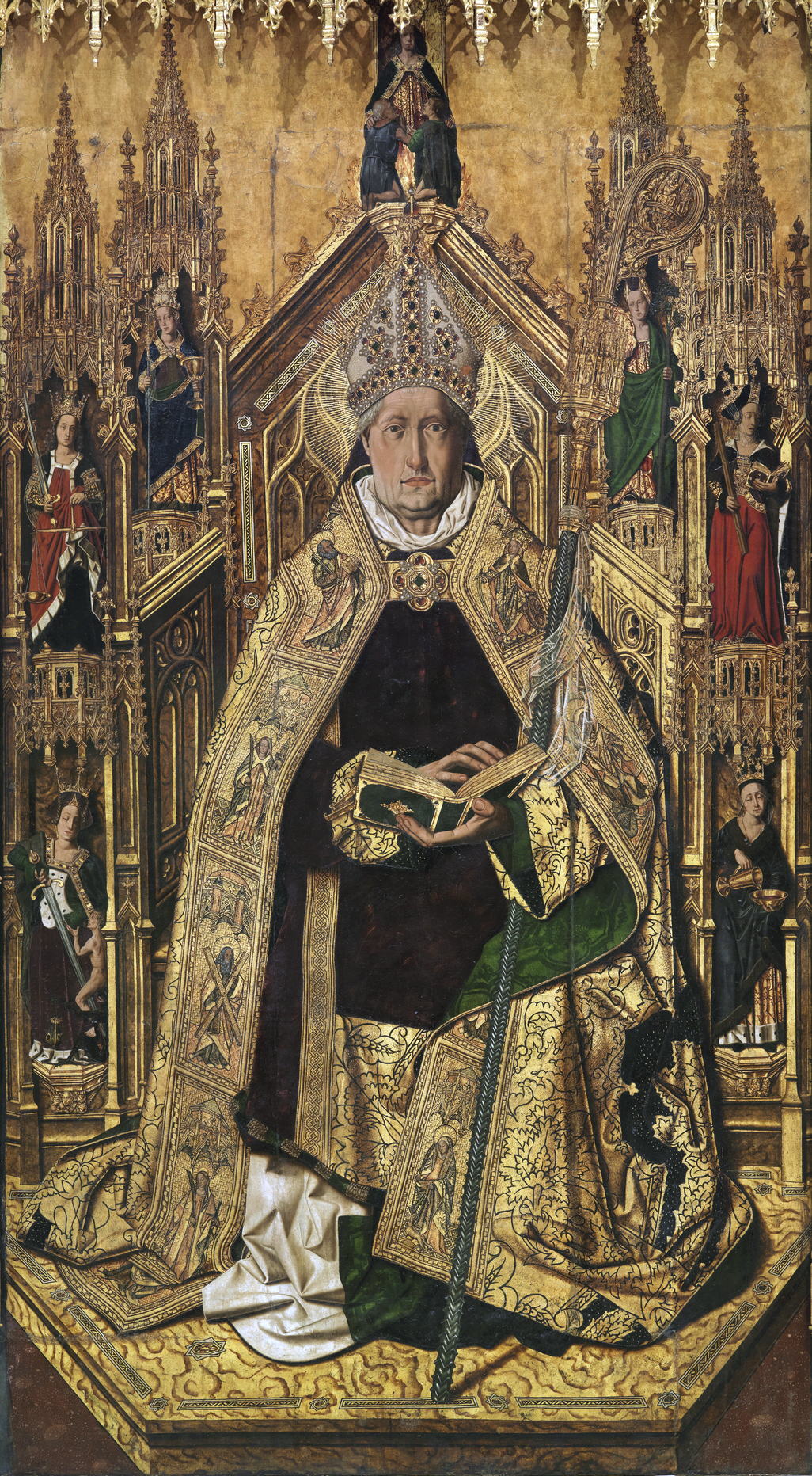
Santo Domingo de Silos entronizado como obispo, óleo sobre tabla de pino, 242 x 130 cm. Madrid, Museo Nacional del Prado.

Además, en la predela, dividida en cinco compartimentos, dos a cada lado del sagrario, debían pintarse cuatro escenas «segunt de las ystorias que los diputados e maestros deliberarán», y en el cuerpo del retablo, a los lados de la tabla titular, otras cuatro pinturas con historias de la vida del santo, «las que bien visto será a los diputados et dadas serán a los dichos pintores».
Aunque asociado con Juan Bonilla, Bermejo se comprometía por contrato a pintarlo todo de su mano, al óleo, en madera de buena calidad, empleando azul y oro donde la historia lo requiriese, y darle acabado para la Navidad de 1475, aceptando recibir sentencia de excomunión en caso de incumplimiento. Dicha cláusula no era inusual en los contratos aragoneses y no tiene relación con el carácter del pintor ni con su posible origen judeoconverso, pues el propio Bonilla, no obstante ser pintor arraigado en Daroca, aceptaba del mismo modo presentar debidamente las cuentas del contrato, a él confiadas, «por juramento e sentencia de excomunicación». El objetivo no era otro que el deseo de los comitentes de asegurarse el cumplimiento de lo acordado, lo que no ocurrió pues Bermejo no entregó las pinturas en el plazo convenido y, además, antes de concluir el trabajo, se trasladó a Zaragoza.

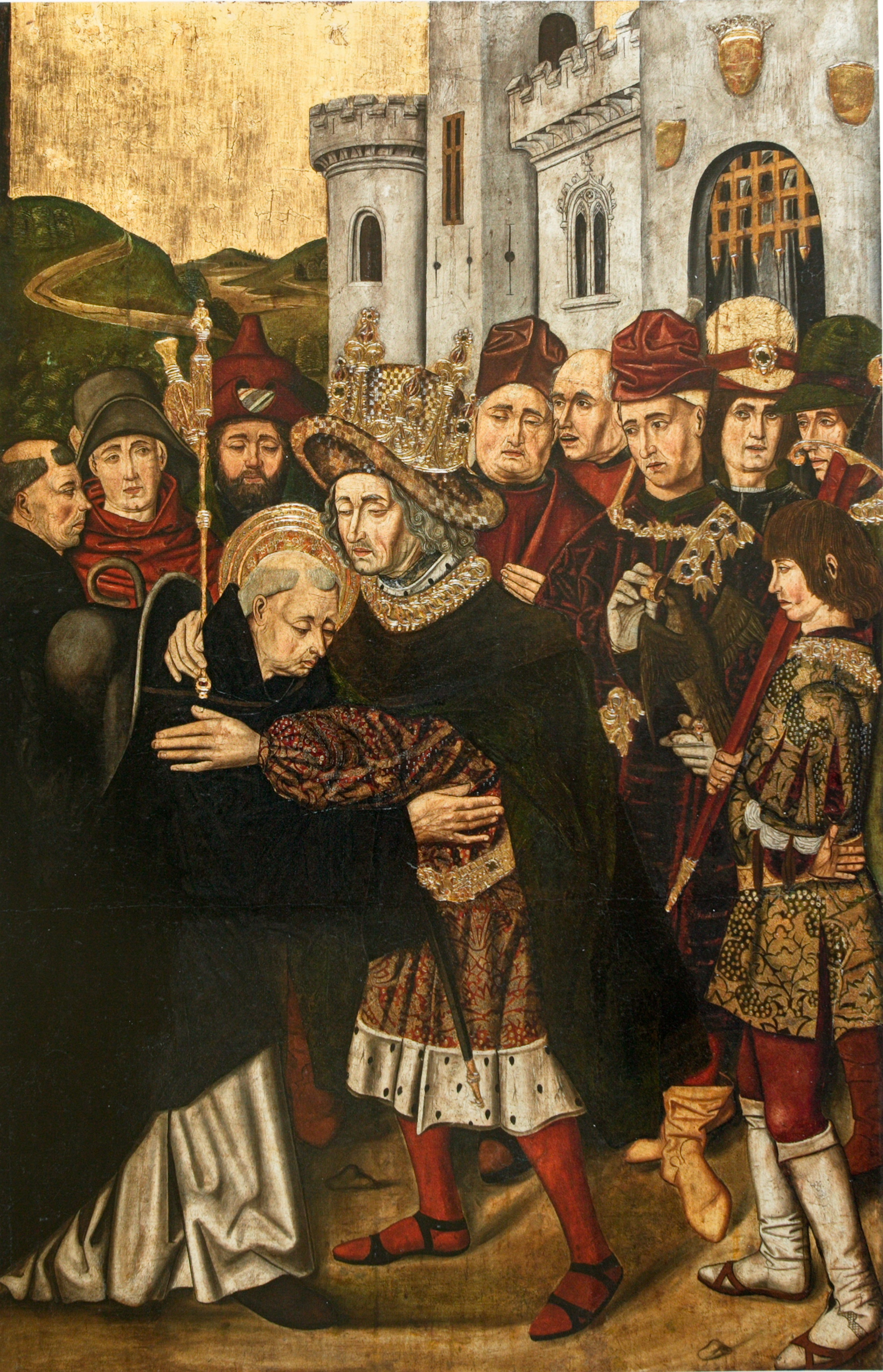
Martín Bernat y Bartolomé Bermejo, Fernando I de Castilla acogiendo a santo Domingo de Silos, 1478-1479. Óleo sobre tabla, 145 x 94 cm, Madrid, Museo del Prado.

Tres años después Bermejo solo había terminado la pieza central, Santo Domingo de Silos entronizado como abad, posiblemente la obra más representativa de su labor, y los rectores de la iglesia decidieron hacer pública la sentencia de excomunión al tiempo que, el 29 de septiembre de 1477, alcanzaron un acuerdo en Zaragoza con Martín Bernat, quien se comprometía a acabar el retablo en el plazo de dos años, con Bermejo o sin él («con él o sense él», según lo convenido). Pero, no obstante estos incumplimientos y como un inequívoco reconocimiento de la superior valía de Bermejo, de cuyos servicios los diputados de la iglesia no querían prescindir, el 17 de noviembre de ese mismo año, Bermejo y Andrés Pallarés, vicario de la iglesia de Santo Domingo de Daroca, firmaron un nuevo contrato en Zaragoza, con Martín Bernat de fiador, por el que el cordobés se comprometía a acabar la predela del retablo, que tenía comenzada en Daroca, y a pintar también de su mano las dos figuras principales de cada una de las cinco tablas restantes y todas la carnaciones —caras y manos— de todas las historias, además de dar el dibujo del ático, todo ello antes del mes de mayo de 1479. No se cita al pintor que se encargaría de concluir lo restante de las historias, pero se presume que lo sería Bernat, a quien corresponde la mayor parte del trabajo realizado en las dos tablas laterales que han sobrevivido, las que representan a Fernando I de Castilla acogiendo a santo Domingo de Silos (Museo del Prado) y la Muerte de santo Domingo (colección particular). Una vez alcanzado el acuerdo, el mismo Andrés Pallarés levantó la excomunión que pesaba sobre Bermejo, absolviéndole de todas las obligaciones que pudiese haber contraído antes de la firma del contrato.
Se desconoce en qué momento el retablo fue desmontado y ni siquiera se tiene seguridad de que fuese concluido e instalado en su lugar en el plazo convenido según los términos acordados, pues en la visita pastoral de 1554 se describía el retablo mayor de la iglesia de Santo Domingo como de pintura, pero presidido por una imagen de bulto, y una de las tablas conservadas, la del encuentro de Fernando I de Castilla con el santo silense, presenta partes inacabadas. La tabla central, con su estructura arquitectónica original a modo de dosel hecho de tracerías y pináculos góticos, fue descubierta en 1869 por Paulino Savirón y Esteban en un cuarto interior de la sacristía parroquial y trasladada en 1894 por orden gubernativa al Museo Arqueológico Nacional, del que en 1920 pasó al del Prado por un acuerdo de permuta por vasos griegos y otros objetos arqueológicos. El santo, con su figura monumental y solmene, aparece entronizado, revestido de pontifical, con la capa pluvial ornamentada con fingidas imágenes de santos bordadas, un libro abierto en las manos, mitra y báculo episcopal, todo ello abundante en pedrería dorada en la que, del mismo modo que en el trono, Bermejo para lograr la rica apariencia de los más lujosos retablos se sirvió solo del color, sin recurrir a los relieves estucados tradicionales. El trono de arquitectura gótica cobija bajo doseles, a modo de esculturas policromadas, como en las arquerías de algunas pinturas de Rogier van der Weyden, las virtudes teologales y cardinales tal como pedía el contrato, pero su iconografía no es tampoco la usual y, en algún caso, ha posibilitado interpretaciones relacionadas con la presumible condición de judeoconverso de Bermejo. Así la Caridad, sobre la cabeza del santo, se representa por medio de una figura femenina que acoge a un hombre joven y a otro anciano alzándose sobre una hoguera, y la Esperanza lleva en la mano izquierda un tronco de árbol reverdecido en tanto vuelve la cabeza hacia un medallón con el busto de Cristo, lo que Marías relaciona con las inquietudes icónicas de los judeoconversos.

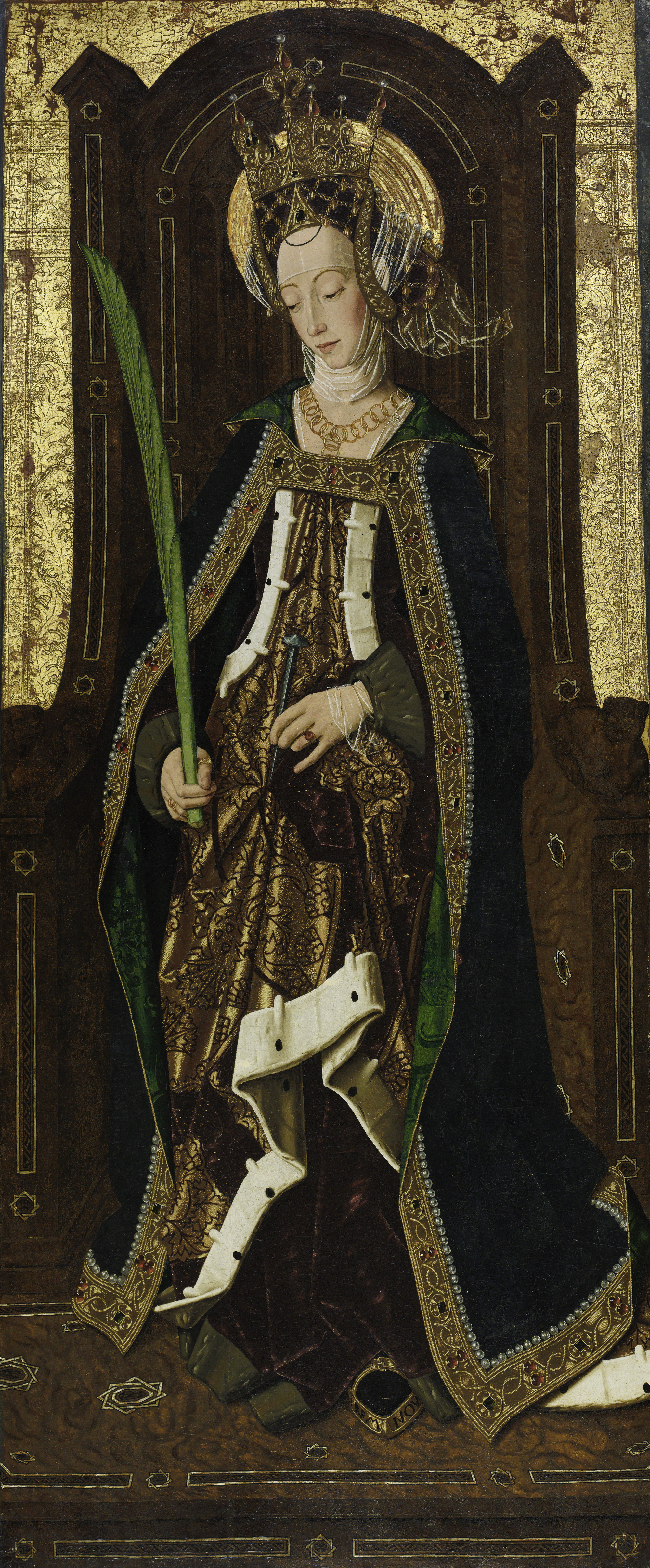
Santa Engracia, óleo sobre tabla, 164 x 73 cm, Boston, Isabella Stewart Gardner Museum.

Aunque de él no ha llegado el contrato, proceden también de Daroca las tablas de un retablo dedicado a santa Engracia, en su origen, según las fuentes, localizado en la capilla dedicada a la santa en la iglesia de San Pedro. Desmembrado y disperso, lo que se conserva es la imagen titular, con la santa en pie, ricamente vestida y mayestática, con la palma y el clavo atributos de su martirio, tabla perteneciente al Isabella Stewart Gardner Museum de Boston, dos de la tablas de las calles laterales, la predela y el ático. La predela, dividida en cinco compartimentos, con Cristo resucitado en el compartimento central y santos Onofre, Pedro de Mezonzo, Braulio y Catalina de Siena a los lados, y la tabla del ático, en la que está representado el Calvario, se conservan en la iglesia de los Sagrados Corporales de Daroca, junto con un fragmento de la prisión de la santa. Han sobrevivido, además, dos de las tablas de las calles laterales: el Arresto de santa Engracia, en San Diego Museum of Art, y la Flagelación de santa Engracia, en el Museo de Bellas Artes de Bilbao. Para el conjunto de estas tablas Molina ha subrayado, junto al desinterés del pintor por los problemas de la perspectiva geométrica o su desconocimiento del punto de fuga, la maravillosa capacidad que despliega al reproducir todo género de vestiduras y materiales, que, en este caso, resultan principalmente deudores de la «refinada cultura nazarí», de la que proceden azulejos, turbantes y borceguíes, pero también decoraciones en caligrafía pseudocúfica, transformando «el drama hagiográfico de santa Engracia en un sofisticado y brillante espectáculo visual con acentos andalusíes».
Los incumplimientos y retrasos en la entrega de las pinturas de la iglesia de Santo Domingo —por otra parte no muy bien pagadas— se pueden explicar fácilmente por las ocupaciones del pintor en otras tareas, entre ellas esta de San Pedro, con las que ganó inmediato reconocimiento en la comarca, como demuestran las condiciones del contrato firmado en 1501 entre la iglesia de Nuestra Señora de la Piedad de Romanos y los pintores Juan de Bruselas y Domingo Gascón. Con su túnica de terciopelo granate, vestido talar de brocados dorados bordeado de armiño y manto azul turquesa con tira de perlas, la imagen de la santa Engracia darocense se les imponía por contrato como modelo de la santa Catalina que debían entregar para una de las calles del retablo mayor de Romanos, la cual había de ir «vestida con sus lisados de buenas colores como Sancta Engracia de San Pedro de Daroca, copiosa de oro».

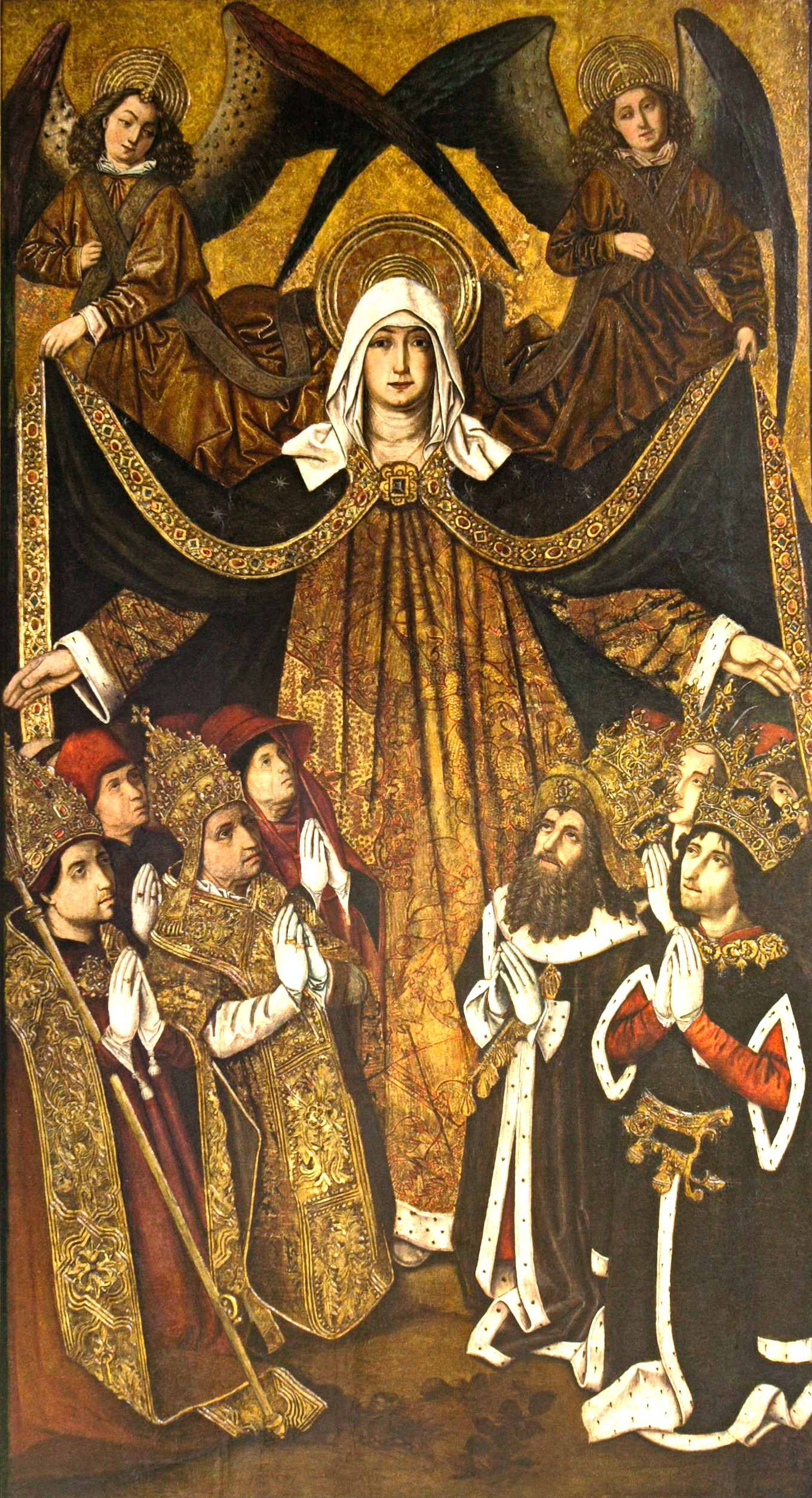
Virgen de la Misericordia, 1479-1484. Óleo sobre tabla, 181 x 1033,5 cm. Grand Rapids (Míchigan), Grand Rapids Art Museum.

### Zaragoza
Bermejo se instaló en Zaragoza, como muy tarde, en la primera mitad de 1477, donde, como se vio, firmó el segundo contrato para las pinturas del retablo de la iglesia de Santo Domingo de Daroca, y permaneció en la ciudad del Ebro al menos hasta mediados de 1483. Sus problemas con la iglesia de Daroca y la sentencia de excomunión no le impidieron contratar con las autoridades eclesiásticas y trabajar para la Seo del Salvador así como en el claustro de la primitiva basílica del Pilar, donde junto con Martín Bernat se encargó de la pintura del retablo del mercader Juan Lobera, contratado el 14 de abril de 1479 y completado el 10 de diciembre de 1484, cuando las partes reconocieron notarialmente haber quedado satisfechas sus obligaciones mutuamente. Todo indica que Bernat actuaba en aquel momento como jefe del taller, en virtud de algún convenio económico entre ellos, asumiendo personalmente las condiciones del contrato y obligándose a preparar el retablo del mejor modo posible, además de encargarse de los pagos y de firmar el finiquito, pero en él se reservaba una parte principal a Bermejo, que debía dibujar de su mano todas las historias, incluidas las de las polseras o guardapolvos, y pintar todas las caras:

Item, es concordado que el dito maestre Bertolomeu Bermello aya de debuxar como dicho es todo el dicho retablo e acabar todas las caras de su mano con olio e desto el dito maestro tiene facer juramento.

Estando dedicada la capilla funeraria de los Lobera a la Visitación de María a su prima santa Isabel, tras haberlo estado a Santa María de las Nieves, el contrato establecía que en la tabla central del retablo, de estructura semejante al de Santo Domingo, debía pintarse una Virgen de la Misericordia con los brazos abiertos, protegiendo bajo la capa, a su mano derecha, al papa, obispos, cardenales y otros presbíteros, y a su izquierda al rey y la reina con otros caballeros y mucha gente. Una de las preocupaciones del contrato era, precisamente, el del número de figuras que debían integrar cada una de las tablas, fijado en entre ocho y diez personajes «que estén acompanyados muy bien et concordados». En las calles laterales del primer cuerpo figurarían la escena de la Visitación, a la derecha, y el milagro de Santa María de las Nieves a la izquierda, con la representación en ella de la procesión al lugar del milagro encabezada por el papa y cardenales. Sobre estas tablas irían otras dos, con sendas parejas de santos: san Lorenzo y san Vicente en una de ellas y san Juan Bautista y san Juan Evangelista en la otra. La historia del ático sería la del descendimiento de la cruz, con Juan de Arimatea y Nicodemo. Los temas del banco, por último, no se precisaban, pero el contrato indicaba que en cada una de sus tablas había de figurar una imagen de brocado de oro fino y otra de azul, «e todos colores así como verdes et carmins e violetas que sean acabados de olio linoso muy bien». Hay acuerdo entre la crítica para considerar procedentes de este retablo la tabla de la Virgen de la Misericordia de Grand Rapids y El milagro de la nieve, de la colección Laia-Bosch, además de la tabla con san Vicente y san Lorenzo de colección particular barcelonesa, habiéndose perdido en fecha reciente el rastro de la tabla con los santos Juanes, que todavía pudo estudiar Chandler R. Post, quien atribuyó estas dos últimas al que llamó Maestro de Alfajarín.

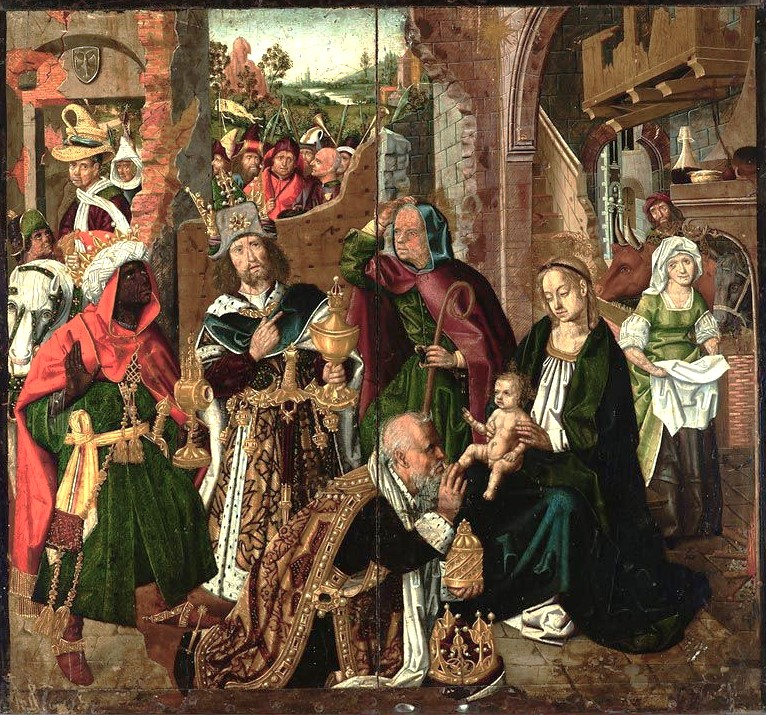
Epifanía, óleo sobre tabla, 43 x 45 cm. Granada, Capilla Real. Tabla bifronte, con la Santa Faz en la cara posterior.

El libro de fábrica de la Seo de Zaragoza recoge un pago a Bermejo de cinco florines de oro el 20 de abril de 1482 y el 21 de mayo del mismo año se abonaron ocho sueldos a un carpintero para que colocase una cerradura en la pieza donde trabajaba, probablemente en la «claustra vieja», para que nadie pudiese «dentrar a ver al Vermejo», como se hizo también con los puestos de trabajo del resto de los pintores, para que no fuesen molestados mientras hacían su trabajo. Del 6 de mayo de 1482 al 10 de mayo del año siguiente estuvo ocupado en tareas para la catedral, pagadas a razón de ocho sueldos diarios. Desde finales de 1480 se trabajaba en el dorado de retablo mayor y su guardapolvo, todo él de escultura y arquitectura, así como en las puertas que lo cerraban, actualmente perdidas, pero los documentos tristemente no indican en qué consistió exactamente el trabajo que lo tuvo ocupado, al tiempo que también para la Seo trabajaban Martín Bernat, Miguel Ximénez y otros pintores.
A este momento y en relación probablemente con la visita que realizaron a Zaragoza los Reyes Católicos, pertenece la tabla bifronte (pintada por ambas caras) con la Epifanía y la Santa Faz, único resto de un retablo que perteneció a Isabel I de Castilla y se conserva en la Capilla Real de Granada. Inventariada ya en 1505 como parte de un políptico que, cerrado, mostraba la Santa Faz, y abierto la Adoración de los Magos, tratándose de imágenes invertidas, lo que supone algún mecanismo de apertura giratoria. Con la participación de algún colaborador desconocido, como es evidente en las distintas calidades de algunos de los rostros, Bermejo creó en la Epifanía una composición compleja, con numerosas figuras y, entre ellas, un multitudinario grupo de personajes caracterizados por sus indumentarias y rostros caricaturescos como judíos no creyentes en el nacimiento del Mesías, observando expectantes la escena tras el muro en ruinas del pesebre.

### Barcelona.La Piedad del canónigo Desplà
El 24 de septiembre de 1486, Gracia de Palaciano, esposa de Bermejo, compareció con coroza en un auto de fe celebrado en la Seo de Zaragoza para ser reconciliada, y el 14 de diciembre del mismo año la «mujer del Bermejo» fue llamada a declarar como testigo de cargo contra María Jiménez, viuda de un curtidor de pieles de Daroca, acusada de herética y judaizante. En 1490 y 1493 Gracia de Palaciano, la «mujer del Bermexo, pintor», volvió a testificar en procesos inquisitoriales, siempre al parecer residente en Zaragoza, pero no es posible asegurar que acompañada por Bermejo, cuyo rastro documental se pierde en la capital aragonesa tras el último pago recibido de la Seo, el 10 de mayo de 1483, para reaparecer en Barcelona el 7 de octubre de 1486, mencionado en un registro del libro de deliberaciones de la iglesia de Santa María del Mar junto a Jaume Huguet como aspirantes a recibir el encargo de la pintura de las puertas del órgano parroquial.

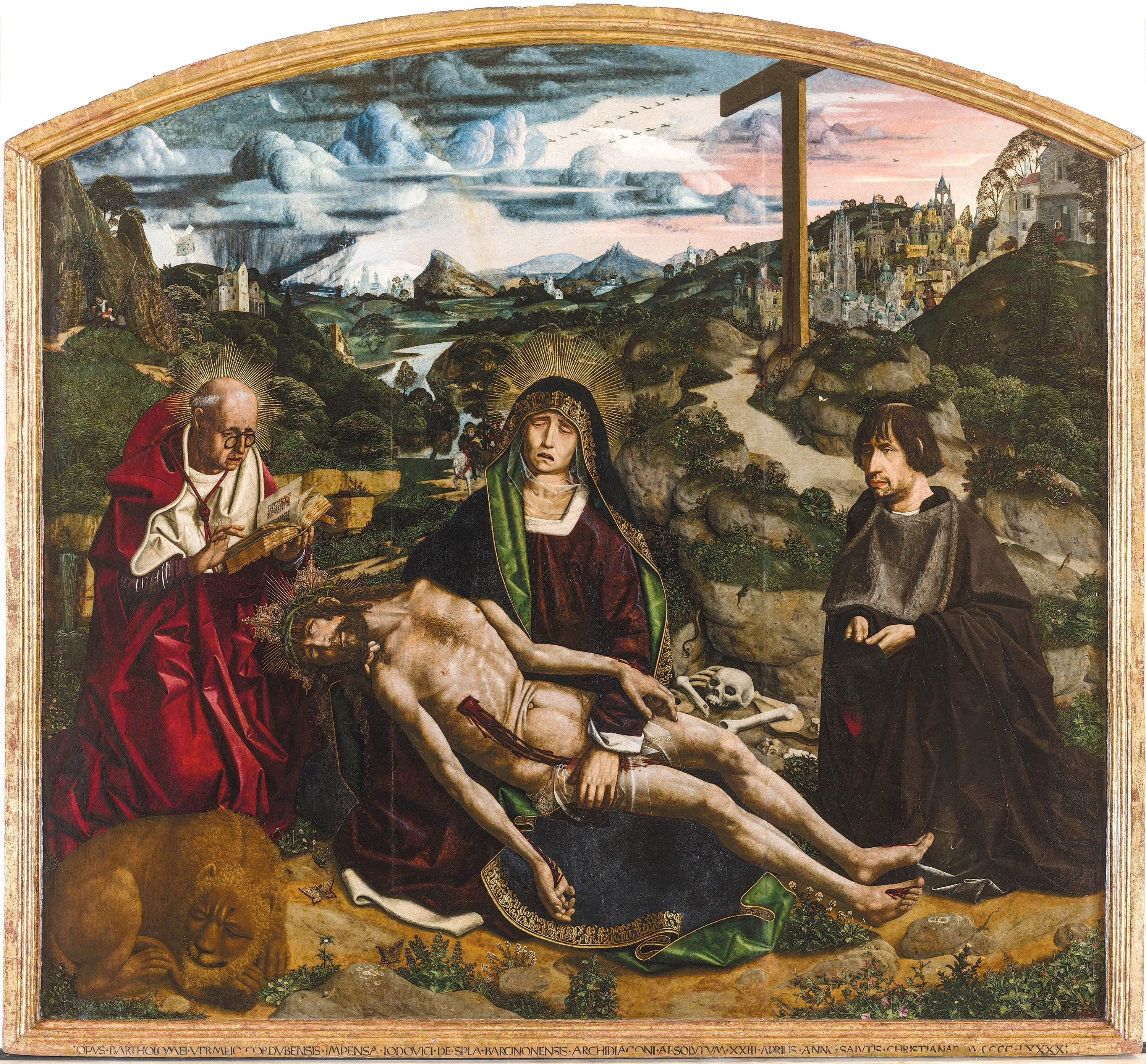
La Piedad del canónigo Desplà, óleo sobre tabla, 175 x 180 cm (con marco), Barcelona, Catedral.

El encargo fue encomendado a Huguet y no se vuelve a tener noticias de Bermejo en Barcelona, si es que permaneció en la ciudad condal tras verse postergado, hasta 1490, año que figura, como se vio, en la inscripción conmemorativa al pie de la Piedad que pintó para el canónigo Lluís Desplà con destino a la capilla de la Casa del Arcediano. Es posible que a Desplà se deba también el encargo a Bermejo de algún dibujo para las vidrieras de la catedral de Barcelona, de lo que se tiene constancia por dos registros en los libros de Obra fechados en 1495, en que dio el modelo para una vidriera de la capilla bautismal. También los documentos hablan de dos patrones proporcionados para otras tantas vidrieras de la primitiva Lonja de Mar, con la alegoría de la Fe en una de ellas y de la Esperanza en la restante, por la que se le pagaron una libra y cuatro sueldos en mayo de 1501, última mención documental al pintor. Es cuanto nos ha llegado de la estancia de Bermejo en Barcelona. En ninguno de esos documentos se le da el título de ciudadano o habitador y de los territorios de la Corona de Aragón es en Cataluña donde menor huella artística dejó. No se encuentran allí seguidores e imitadores como son en Valencia Rodrigo y Francisco Osona y en Aragón Martín Bernat y Miguel Ximénez, pero en Barcelona pintó su obra más original, indiscutible obra maestra del final de la Edad Media hispana, la citada Piedad del canónigo Desplà.

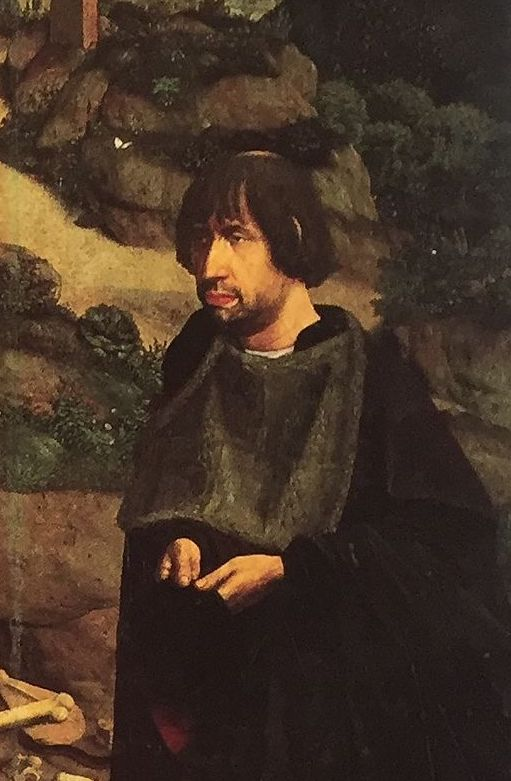
Detalle de la Piedad con el retrato del donante, el canónigo Lluís Desplà.

Su comitente, el canónigo y arcediano mayor de la catedral de Barcelona desde 1470, era hombre culto, aficionado a las antigüedades, habiendo reunido algunas en su casa de la calle de Santa Lucía, firme defensor de los privilegios de la Iglesia frente a las autoridades municipales y opuesto al establecimiento de la Inquisición en Cataluña. A él se debería la inclusión de san Jerónimo frente a su propio retrato flanqueando el grupo de la Virgen con el cuerpo muerto de Jesús en su regazo. Como religioso y humanista Desplà podía sentirse identificado con el erudito padre de la Iglesia, traductor de la Biblia Vulgata que tiene en sus manos abierta por una página en la que se lee «Ecce vir nomine Joseph», frase tomada del Evangelio de Lucas (23, 50) y referida a José de Arimatea, el miembro del sanedrín, «varón bueno y justo», que tuvo el valor de presentarse a Poncio Pilato para que le permitiese enterrar a Cristo en un sepulcro nuevo. En la lejanía, a la altura de la cabeza de María, dos hombres se aproximan a caballo, en los que se reconoce a José de Arimatea, identificado en su atuendo como judío, y Nicodemo, apenas visible. El propio Cristo lleva el característico tirabuzón entre las sienes y las orejas. Su cuerpo torturado y el rostro patético de la Virgen refuerzan la emotividad de la escena, devotamente contemplada por Desplà. Localizado en un amplio paisaje de horizonte alto, su asunto, el de la Piedad cristiana, aparecido en la literatura hagiográfica en el siglo XIII, se encuentra en la interpretación de Bermejo envuelto en elementos susceptibles de interpretaciones simbólicas, que parece hubieron de ser necesariamente sugeridas por un comitente con amplia formación cultural como era Desplà. Entre ellos, en primer término y con la misma minuciosidad que se encuentra en otras obras Bermejo, aparecen plantas y flores reconocibles, y animales como mariposas, lagartijas, caracoles y mariquitas, elementos de la naturaleza algunos de los cuales, como la culebra ocultándose entre las rocas, podrían tener un significado simbólico y salvífico. Del mismo modo, el cielo al fondo del paisaje, dividido por una bandada de grullas, se cubre de nubes a la izquierda, amenazando tormenta sobre una ciudad dispersa en la que se ha creído ver representada a Babilonia, la pecadora, contrapuesta a una ciudad de elevadas torres y múltiples cúpulas tanto góticas como nazaríes, bañada por una luz crepuscular, la Jerusalén celeste pues, como en el Cristo de la Piedad de Peralada, por su muerte Cristo derrota a la muerte que llegó con el pecado.